# Björn Hedskog
Björn Ivar Hedskog, född den 29 december 1947 i Kalmar, Kalmar län, död den 20 april 2019 i Sollentuna distrikt, Stockholms län, var en svensk militär.
Hedskog blev officer 1969 vid Norra Smålands regemente efter examen som kurstrea vid Kungliga Krigsskolan. Efter trupptjänst vid regementet och lärartjänst på Infanteriets stridsskola gjorde Hedskog stabstjänst vid armé- och försvarsstaberna. Han genomgick Arméns högre kurs vid Militärhögskolan och slutade som kursetta 1978. Hedskog kom senare till Dalregementet och gjorde trupptjänst som kompanichef och bataljonschef. Han blev överste och brigadchef för Dalabrigaden samt ställföreträdande regementschef 1990. Hedskog utsågs till överste av första graden och avdelningschef på Försvarets materialverk 1993 och därefter chef för Södra arméfördelningen 1995. Åren 1994–1995 genomgick han US Army War College. Efter befordran till generalmajor 1998 blev Hedskog ställföreträdande operativ chef vid Högkvarteret. Mellan 2003 och 2006 var Hedskog stationerad i Bryssel som Sveriges representant i Europeiska unionens och Nato:s militära kommitté. Hedskog pensionerades 2007.
Björn Hedskog invaldes 1999 som ledamot av Kungliga Krigsvetenskapsakademien. Han är begravd på Glömminge kyrkogård.